# Грота дел'Олмо I (Напуљ)
Грота дел'Олмо I је насеље у Италији у округу Напуљ, региону Кампанија.
Према процени из 2011. у насељу је живело 946 становника. Насеље се налази на надморској висини од 75 м.